# Roberto Nicco
Roberto Rolando Nicco (Donnas, 1952) és un historiador i polític valldostà. Fou assessor regional de medi ambient al Consell de la Vall el 1992-1993, on havia estat escollit per Renouveau Valdôtain, i a les eleccions regionals de la Vall d'Aosta de 2003 en fou nomenat vicepresident. Deixà el càrrec quan fou escollit membre de la Cambra dels Diputats per la llista Autonomia Llibertat Democràcia a les eleccions legislatives italianes de 2006 i de 2008.

## Obres
- La resistenza nella bassa Valle d'Aosta: Organizzazione, vicende politiche e militari, problemi (1986)
- Le parcours de l'autonomie (1997)